# فرودگاه لوکارنو
فرودگاه لوکارنو (به انگلیسی: Locarno Airport) یک فرودگاه با کد یاتا ZJI است که یک باند فرود بتن دارد و طول باند آن ۸۰۰ متر است. این فرودگاه در کشور سوئیس قرار دارد .